# Латгальская возвышенность
Латга́льская возвы́шенность (латыш. Latgales augstiene; латг. Latgolys augstaine) — возвышенность в юго-восточной части Латвии, в бассейне рек Даугава, Дубна, Малта, Резекне. Максимальная высота — 289 м (гора Лиелайс-Лиепукалнс).
В основании возвышенность сложена главным образом мергелями и доломитами девонского возраста; на поверхности развиты рыхлые моренно-глинистые, древнеозёрные и флювиогляциальные отложения. Рельеф моренно-холмистый: камы, древние долины стока, озёрные котловины. На Латгальской возвышенности насчитывается свыше 600 озёр (Освейское, Рушону, Разна, Сиверс, Эжа, Дридзис). Поверхность покрыта хвойными и смешанными лесами, в которых встречаются ель, сосна, дуб, клён и другие деревья.
Живописные озёра с островами, исторические и археологические памятники на территории возвышенности привлекают туристов. Кроме того, Латгальская возвышенность — один из важных льноводческих районов Латвии и Беларуси.